# Circles (Andrea-Koevska-Lied)
Circles (englisch für „Kreise“) ist ein englischsprachiger Popsong, der von Aleksandar Masevski und Andrea Koevska geschrieben wurde. Mit dem Titel vertrat Koevska  Nordmazedonien beim Eurovision Song Contest 2022 in Turin.

## Hintergründe
Im Dezember 2021 gab der nordmazedonische Rundfunk Makedonska Radio-Televizija bekannt, dass man für den kommenden Eurovision Song Contest auf eine Vorentscheidung setzen würde und forderte Interpreten und Komponisten zur Teilnahme auf. Am 21. Januar 2022 wurden die Teilnehmer für die Show Za Evrosong 2022 bekanntgegeben, unter ihnen auch Andrea Koevska. Die Show, die am 4. Februar stattfand, konnte Koevska für sich entscheiden. Da sie gemeinsam mit dem zweitplatzierten Titel „Superman“ von Viktor die gleiche Punktzahl erreichte, wurde aufgrund der höheren Anzahl der Jurypunkte Andrea zur Siegerin erklärt.

## Inhaltliches
Circles sei laut Sängerin ein Titel über den Moment, an dem man anfange, sein Schicksal selbst in die Hand zu nehmen und zu erkennen, dass man stark genug sei, sein Leben zum Positiven zu ändern. Das Lied sei zu einer Zeit entstanden, als Koevska in einer toxischen Beziehung gelebt habe, aus der kein Ausweg ersichtlich gewesen sei. Obwohl die Liebe zwar stark gewesen sei, war ein Weiterleben in der Beziehung unmöglich. Der Titel erzähle von der Kraft, die man in sich selbst finden könne, um aus dem Teufelskreis („Circles“), den man in dieser Situation empfindet, auszubrechen.

„Во периодот кога ја пишувавме песната се наоѓав во една многу токсична врска. Зошто велам токсична? Затоа што се вртевме во круг и ни се чинеше дека нема излез. Но, ова е случај и со многу други сегменти од нашите животи – сакаме да промениме нешто, се трудиме, не успеваме, и така тоа оди во круг… а, ретко ни текнува дека решението лежи во нас – промената треба да почне од нас“

„Als wir das Lied geschrieben haben, war ich in einer toxischen Beziehung. Warum toxisch? Weil wir uns im Kreis gedreht haben und kein Ausweg zu sehen war. Aber so ist es auch in vielen anderen Bereichen unseres Lebens: wir wollen etwas verändern, versuchen es und scheitern daran. So dreht sich alles im Kreis, aber wir denken kaum darüber nach, dass die Lösung in uns selbst steckt: Veränderungen sollten bei uns beginnen.“

## Veröffentlichung
Der Titel wurde im Rahmen der nordmazedonischen Vorentscheidung am 29. Januar 2022 auf YouTube hochgeladen. Am 10. März wurde eine überarbeitete Version des Titels samt Musikvideo veröffentlicht. Das Video wurde unter der Regie von Goran Cvetković an verschiedenen Orten in Skopje gedreht. Seit dem 25. März 2022 wird der Titel kommerziell vertrieben.

## Beim Eurovision Song Contest
Nordmazedonien wurde ein Platz in der zweiten Hälfte des zweiten Halbfinale des Eurovision Song Contest 2022 zugelost, welches am 12. Mai stattfinden wird. Am 29. März wurde bekanntgegeben, dass das Land die Startnummer 11 erhalten hat.